# Mirosternus muticus
Mirosternus muticus är en skalbaggsart som beskrevs av Sharp 1881. Mirosternus muticus ingår i släktet Mirosternus och familjen trägnagare. Inga underarter finns listade i Catalogue of Life.